# 네덜란드 우주연구기구

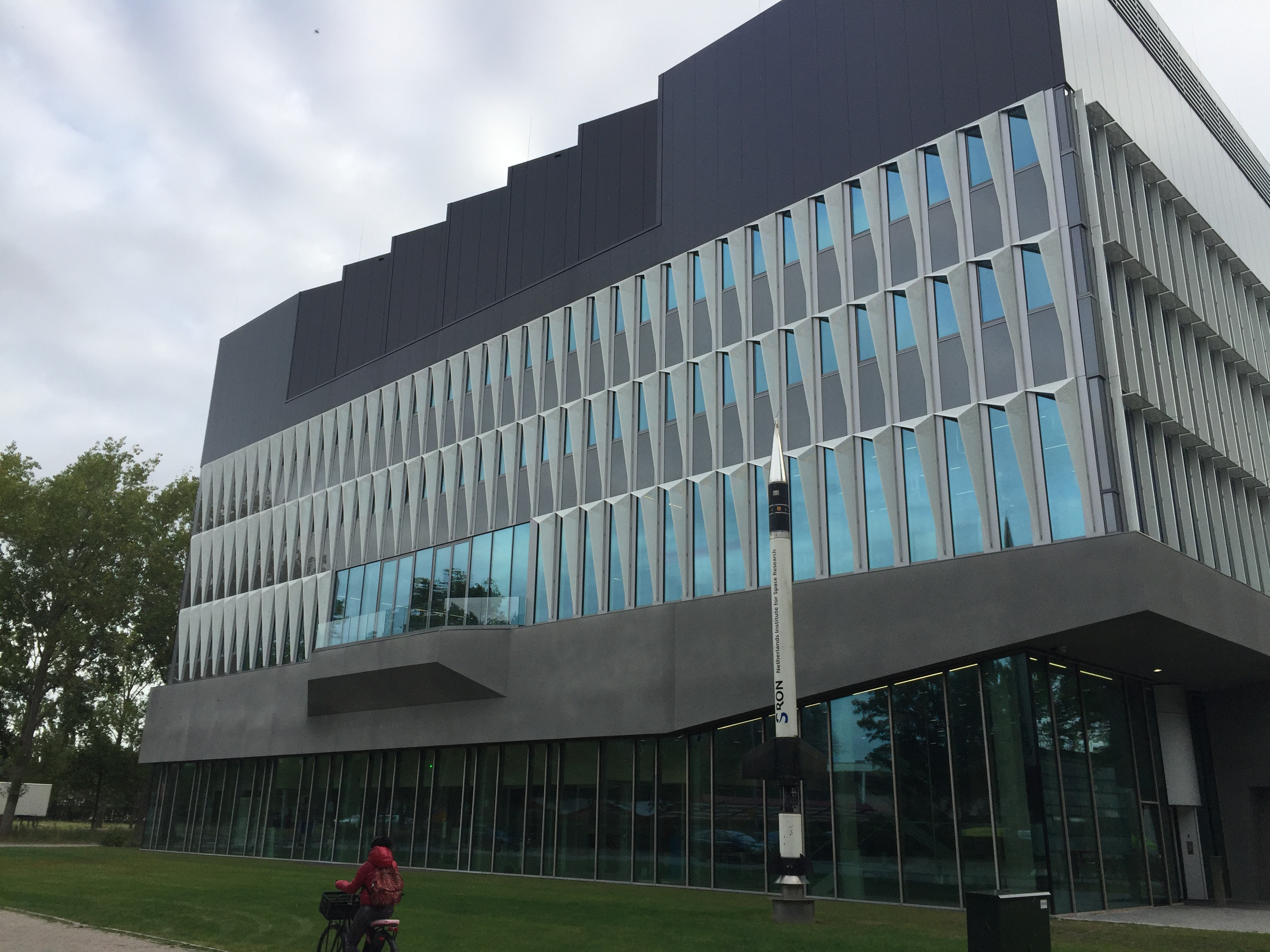
2021년 레이던에 위치한 SRON

네덜란드 우주연구기구(Netherlands Institute for Space Research, SRON 네덜란드 우주 연구 연구소, SRON)는 네덜란드 우주 연구 전문 기관이다. 이 연구소는 천체 물리학 연구, 지구 관측 및 외계 행성 연구에 중점을 두고 우주 분석을 위한 혁신적인 기술을 개발하고 사용한다. SRON은 엑스선, 적외선 및 가시광선에 대한 새롭고 더욱 민감한 센서에 대한 연구 라인을 보유하고 있다.
SRON은 1983년 라이덴, 위트레흐트, 흐로닝언의 우주 실험실로 구성된 네덜란드 연구 위원회(NWO)의 일부로 SRON(Stichting Ruimteonderzoek Nederland)라는 이름으로 설립되었다. 나중에 레이던 연구소는 위트레흐트 연구소와 합병되었다. 2005년 현재 이 연구소는 SRON 네덜란드 우주연구소로 불린다. 2021년에 위트레흐트 연구소는 라이덴으로 다시 이전했다. 그 이후로 SRON은 라이덴에 본사를 두고 흐로닝언시에 추가 시설을 설립했다.